# Frank Van der Veer
Frank Willard Van der Veer (* 2. Juni 1921 in New York City; † 7. Januar 1982 in Los Angeles, Kalifornien) war ein US-amerikanischer Künstler optischer und visueller Spezialeffekte, der bei der 49. Verleihung der Academy Awards den Special Achievement Academy Award für die besten visuellen Effekte für den Film King Kong gewann. Seine Karriere erstreckte sich über drei Jahrzehnte, von den 1950er Jahren bis zu seinem Tod Anfang der 1980er Jahre.

## Biografie
Frank Van der Veer war Veteran des Zweiten Weltkriegs. Nach dem Krieg begann er seine Karriere in den 1950er Jahren, als er für die Special-Effects-Abteilungen von Warner Brothers und 20th Century Fox arbeitete. Einige Jahre später, am 13. August 1963, gründete er zusammen mit seinem Partner Bill Dorney die Firma Van der Veer Photo Effects, nachdem er von 1950 bis 1957 bei Bill Abbott in den Studios von 20th Century Fox in die Lehre gegangen war. 1977 wurde er für King Kong mit einem Special Achievement Academy Award ausgezeichnet. Diesen Preis teilte er sich mit Carlo Rambaldi und Glen Robinson. Franks Vater Willard Van der Veer hatte 47 Jahre zuvor ebenfalls einen Oscar gewonnen. Das war am 5. November 1930, bei der 3. Oscarverleihung, für die beste Kamera für den Film Mit Byrd zum Südpol.
Während der Zeit, in der er seine Firma leitete, arbeitete Van der Veer sowohl für das Fernsehen als auch für die Filmindustrie. Für das Fernsehen war er an den Effekten für Raumschiff Enterprise beteiligt und wurde 1978 für seine Arbeit an Abenteuer in Atlantis für einen Emmy nominiert.
Van der Veer Photo Effects arbeitete an den Lichtschwertern für den Film Star Wars.
Frank Van der Veer starb am 7. Januar 1982 und wurde im Forest Lawn Memorial Park, Glendale, Los Angeles County, Kalifornien, beigesetzt. Seine Firma, Van Der Veer Photo Effects, überlebte ihn um weitere 15 Jahre, bis sie am 4. Oktober 1997 aufgelöst wurde.

## Filmographie

### Als Frank Van der Veer
- 1974: Killer Bees
- 1976: Flucht ins 23. Jahrhundert
- 1976: King Kong
- 1977: Orca, der Killerwal
- 1978: Der Manitou
- 1978: Dr. Strange
- 1979: Hurricane
- 1979: 1941 – Wo bitte geht’s nach Hollywood
- 1980: Flash Gordon
- 1981: Kampf der Titanen
- 1982: Conan der Barbar

### Als Van der Veer Photo Effects
- Raumschiff Enterprise
- Krieg der Sterne
- Das Imperium schlägt zurück

## Van Der Veer Photo Effects ausgewählte Filmografie (nach Van Der Veers Tod)
- 1982: Tron
- 1983: Die Rückkehr der Jedi-Ritter
- 1983: Unheimliche Schattenlichter
- 1983: Hochzeit mit Hindernissen
- 1984: Die Bounty
- 1984: Conan der Zerstörer
- 1984: Starfight
- 1985: Red Sonja
- 1986: Der City Hai
- 1986: Blue Velvet
- 1986: Rhea M – Es begann ohne Warnung
- 1987: Superman IV – Die Welt am Abgrund
- 1987: Russkies
- 1989: After Midnight
- 1990: Catchfire
- 1990: Geschichten aus der Schattenwelt
- 1991: The Dark Backward
- 1992: Das gnadenlose Auge